# 新林林业局
新林林业局 始建于1965年，隶属于中华人民共和国国家林业和草原局大兴安岭林业集团公司。管辖面积869971公顷。

## 行政区划
新林林业局下辖以下单位：
塔源林场、宏图林场、新林林场、大乌苏林场、碧洲林场、翠岗林场、塔尔根林场、富林林场。